# Сардар, Хассан
Хассан Сардар (урду حسن سردار‎, англ. Hassan Sardar, 22 октября 1957, Карачи, Пакистан) — пакистанский хоккеист (хоккей на траве), нападающий. Олимпийский чемпион 1984 года, чемпион мира 1982 года, чемпион Азии 1982 года.

## Биография
Хассан Сардар родился 22 октября 1957 года в пакистанском городе Карачи.
Окончил колледж Эйтчисон в Лахоре.
Играл в хоккей на траве за «Пакистан Кастомз» из Карачи.
В 1982 году в составе сборной Пакистана завоевал золотые медали чемпионата мира в Мумбаи, чемпионата Азии в Карачи и хоккейного турнира летних Азиатских игр в Нью-Дели. На чемпионате мира был вице-капитаном сборной.
В 1984 году вошёл в состав сборной Пакистана по хоккею на траве на летних Олимпийских играх в Лос-Анджелесе и завоевал золотую медаль. Играл на позиции нападающего, провёл 7 матчей, забил 10 мячей (по три в ворота сборных Новой Зеландии и Канады, по одному — Кении, Нидерландам, Австралии и ФРГ). Стал лучшим снайпером турнира.
В 1979—1987 годах провёл за сборную Пакистана 148 матчей, забил 150 мячей.
В 1984 году удостоен правительственной награды Pride of Perfomance.
По окончании игровой карьеры был главным селекционером сборной Пакистана по хоккею на траве.
В 2014 году награждён орденом Совершенства.